# Arikia

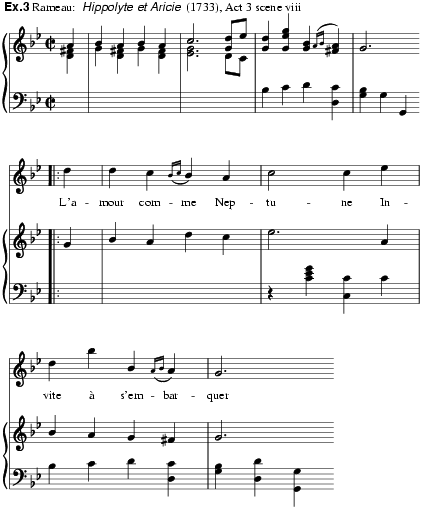
Egy lap Rameau operájának kottájából

Arikia (ógörögül: Ἀρικία,latinosan: Aricia): görög mitológiai alak.
Arikia egy athéni királynak, Pallasznak a leánya. Pallasz: II. Pandión egyik fia, Aigeusz fivére és egyben halálos ellensége. Őt és ötven fiát, (a pallantiszokat) Aigeusz fia, Thészeusz ölte meg. Az egyetlen leányt, Arikiát, Thészeusz rabszolgaként megtartotta.
Egyes mítoszok szerint Arikia titkos jegyese vagy felesége volt Thészeusz fiának, Hippolütosznak, aki többek közt ezért nem fogadta Phaidra közeledését. Az ifjú halála után Arikia megölte magát.
A mítosz egy más változata szerint Aszklépiosz feltámasztotta Hippolütoszt, aki Arikiával együtt Itáliába menekült. A későbbi Róma közelében telepedett le, s az általa alapított várost feleségéről nevezte el, amit latinul Ariciának neveztek (ma Aricciának).
A római mitológia (Ovidius Met. 15, 489.) még azzal bővítette ki a görög mondát, hogy Hippolütoszt mint jeles vadászt kedvelője, Artemisz-Diana (a vadászat istenasszonya) feltámasztotta s Latiumba, Egeria nimfa szent ligetébe (Aricia mellett) vitte, ahol aztán Virbius néven tisztelték.

## Alakja a művészetben
Racine Phaedra című drámájában Aricia néven szerepel.
Rameau Hippolyte és Aricie című operája is Phaidra történetéből indul ki. Arikia, aki Euripidész Hippolütosz című drámájában elő sem fordul, és Racine Phaedrájában is csak mellékszerepet kap, Rameaunál a cselekmény fő mozgatórugójává válik. Az opera úgy fejeződik be, hogy Diana istennő, aki kedvelte Hippolütoszt, közbenjárt az érdekében: megmenti a haláltól, sőt az erdőlakók királyává teszi, és feleségül adja hozzá szeretett Arikiáját.